# Leopold Gräßer
Otto Leopold Gräßer (* 10. April 1825 in Mosel bei Zwickau; † 11. März 1895 ebenda) war ein deutscher Rittergutsbesitzer und konservativer Politiker.

## Leben und Beruf
Gräßer war seit 1868 Besitzer des Ritterguts Obermosel bei Zwickau, das zuvor seinem Vater Franz Julius Gräßer († 1862) gehört hatte. Vor Ort war er auch als Friedensrichter tätig. Von 1865 bis 1867 war er stellvertretendes Mitglied und anschließend bis 1894 ordentliches Mitglied im Verwaltungsrat des Landwirtschaftlichen Kreditvereins im Königreich Sachsen. Er gehörte dem Vorstand des Konservativen Vereins im 18. Reichstagskreis an. Von 1869 bis 1875 vertrat er den 39. ländlichen Wahlkreis in der II. Kammer des Sächsischen Landtags.
Von 1872 bis 1877 war er gewähltes Mitglied und von 1885 bis zu seinem Tod ordentliches Mitglied im Landeskulturrat und gehörte weiterhin bis zu seinem Tod dem Vorstand des landwirtschaftlichen Kreisvereins im Erzgebirge mit Sitz in Chemnitz an.